# Руджер Йосип Бошкович
Руджер Йосип Бошкович (на хърватски: Ruđer Josip Bošković; на италиански: Ruggiero Giuseppe Boscovich) е учен, философ, йезуитски свещеник и поет, роден (18 май 1711 г.) в Дубровник, Дубровнишка република, в семейството на богат търговец, но прекарал голяма част от живота си в Италия и Франция.
През 1762 година той преминава през България (тогава - под властта на Османската империя) и пише своя пътепис „Дневник на едно пътуване от Константинопол до Полша извършено в свитата на Дж. Портър“.
Умира на 13 февруари 1787 година в Милано на 75-годишна възраст.

## Научна дейност
От 1720 година учи в йезуитски колеж, а през 1725 заминава за Рим, където продължава образованието си. През 1740 година става преподавател по математика в Римския колеж. 
Публикува множество изследвания, главно в областта на физиката и астрономията. Той създава теория, предшестваща атомната теория.
Допринася по много начини към астрономията, включително с първата геометрична процедура за определяне на екватора на въртяща се планета чрез наблюдения върху повърхностен обект и с изчисляването на орбитата на планета от три наблюдения на нейното местоположение. През 1753 г. той установява, че Луната няма атмосфера.